# Лейденская южная станция
Лейденская южная станция или Обсерватория Йоханнесбург-Хартбеспорт — ныне закрытая астрономическая обсерватория созданная голландскими астрономами из Лейденской обсерватория, работавшая на территории ЮАР. Основной тематикой работы обсерватории были наблюдения переменных звезд.

## История обсерватории
В 1923 году, в поисках подходящего места для наблюдений, Лейденская обсерватория (Голландия) заключила соглашение о двухстороннем сотрудничестве с Республиканской обсерваторией Йоханнесбурга (ЮАР). К 1929 году было принято решение об установке в Южной Африке телескопа, деньги на производство которого были выделены из Фонда Рокфеллера. Однако в связи с задержками телескоп был установлен только в 1938 году. Южноафриканское правительство выделило деньги для строительства помещения под данный инструмент. Вначале обсерватория располагалась в Йоханнесбурге на территории Республиканской обсерватории Йоханнесбурга. Первым астрономом, приехавшим из Голландии в Йоханнесбург, был Эйнар Герцшпрунг. В это время её код в Центре малых планет был 081, а название — Лейденская станция, Йоханнесбург. Но город быстро рос, и в поисках незасвеченного неба Лейденская южная станция в 1954 году переехала в местечко Хартбеспорт, в 30 км к северу от Йоханнесбурга. Тут ей был присвоен код 076 и название Йоханнесбург-Хартбеспорт. К 1957 году было отснято 12 000 фотопластинок звездных полей. Через 20 лет засветка от города начала мешать наблюдениям и в Хартбеспорте, так что в 1978 году обсерватория была окончательно закрыта. В 1978 году данная наблюдательная площадка была продана Pretoria Technicon.

## Расположение обсерватории
- 1938—1954 — Республиканская обсерватория Йоханнесбурга (MPC код: 081)
- 1954—1978 — Хартбеспорт (MPC код: 076)

## Инструменты обсерватории
- Двойной астрограф: «Близнецы Рокфеллера» (2 одинаковых 40-см телескопа на одной монтировке) — для съемки переменных звезд и шаровых скоплений
- 91.4-см Flux (light) Collector — первый в Южной Африке телескоп с полностью автоматизированным управлением (Go To), 1957—1978 гг (перевезен в Чили, Обсерватория Ла-Силья)
- Телескоп Франклин-Адамс (D= 25 см). С 1909 по 1954 гг располагался в Республиканской обсерватории, в 1954 перевезён в Хартбеспорт.

## Известные сотрудники
- Эйнар Герцшпрунг — первый голландский наблюдатель Лейденской южной станции
- Виллем де Ситтер — коллега Эйнштейна, пионер Теории относительности
- Хендрик Гент — наблюдатель переменных звезд
- Виллем Хендрик ван ден Бос — отправился из Лейдана в Йоханнесбург для наблюдений двойных звезд. Впоследствии стал директором Республиканской обсерватории Йоханнесбурга и Астрономической ассоциации Южной Африки (ASSA).
- Adriaan Jan Wessellink — руководитель обсерватории в 1946—1950 гг.

## Интересные факты
- В базе данных обсерваторий Центра малых планет обсерватории № 076 и № 081 имеют одни и те же координаты с точностью до 10 метров.